# Alexander L. Kielland (piattaforma)
La Alexander L. Kielland era una piattaforma petrolifera semisommergibile denominata in onore dello scrittore Alexander Lange Kielland e utilizzata come alloggio residenziale. Di proprietà norvegese, era ancorata sul campo petrolifero di Ekofisk. Il 27 marzo 1980 la piattaforma si capovolse, uccidendo 123 dei 212 membri dell'equipaggio: il peggior disastro nei mari della Norvegia dai tempi della seconda guerra mondiale. La causa dell'incidente fu il degrado della struttura portante della piattaforma. La perdita dell'Alexander L. Kielland ha portato a una serie di drastici cambiamenti nella progettazione, nel collaudo e nelle attrezzature di sicurezza delle piattaforme di estrazione.

## Sviluppo
Nel 1963, l'Institut Français du Pétrole strinse una collaborazione con la società di esplorazione Neptune, del gruppo Schlumberger, per la progettazione di una piattaforma petrolifera appoggiata su cinque corpi galleggianti. La prima piattaforma, P81, fu consegnata nel 1969. Nel 1970 il progetto fu rivisto in collaborazione con diverse altre società e la P82 fu costruita a Brownsville in Texas. Questa fu la base per nove piattaforme aggiuntive, tre delle quali furono costruite in Finlandia e sei presso la società francese Compagnie Française d’Entreprises Métalliques (CFEM) a Dunkerque. L'Alexander L. Kielland era la settima piattaforma del tipo base modificato, fu costruita in Francia e chiamata Pentagone 89.

## Descrizione della piattaforma
La piattaforma petrolifera era un semi-sommergibile del tipo Pentagone. La struttura poggiava su cinque colonne, parzialmente sommerse nel mare e trasportate da elementi di galleggiamento situati sott'acqua. I galleggianti avevano un diametro di 22 m e un'altezza di 7,5 m. Le colonne misuravano un diametro di 8,5 m e, compresi i corpi di galleggiamento, erano alte 35,6 m. Erano collegate tra loro e alla piattaforma da una serie di puntoni. I montanti orizzontali avevano un diametro di 2,6 m e uno spessore delle pareti di 25 mm, mentre i montanti diagonali avevano un diametro di 2,2 m. Erano realizzati in acciaio strutturale C-Mn (corrispondente all'acciaio marino Lloyds "Grado EH") con una resistenza allo snervamento di almeno 355 N/mm² (paragonabile all'acciaio strutturale di numero del materiale 1.0570 S355J2 + N (secondo EN 10025-2: 2004-10)).
I serbatoi per zavorra e acqua potabile, il carburante e altri materiali di lavorazione erano alloggiati nelle colonne e nei corpi galleggianti. Inoltre tre delle colonne contenevano anche sale macchine che potevano essere raggiunte tramite ascensori situati al loro interno. Le eliche su questi tre pilastri potevano muovere la piattaforma petrolifera. Un totale di cinque generatori diesel, uno dei quali per le emergenze, assicuravano l'approvvigionamento energetico dell'Alexander L. Kielland. Potevano essere azionati fino a un'inclinazione di 20°. Nelle colonne era presenti anche sale pompe per lo svuotamento dell'acqua in caso d'infiltrazioni.
La vera piattaforma misurava 103 m x 99 m, con una massa di 10.105 t. Durante il normale funzionamento si trovava a circa 15 m sopra la superficie dell'acqua. Sopra di essa si trovava una piattaforma di perforazione alta 40 m. Dato che l'Alexander L. Kielland doveva essere utilizzata anche come piattaforma di perforazione in un prossimo futuro, erano presenti a bordo anche tutte le attrezzature necessarie per la perforazione. Dalla sua entrata in funzione l'Alexander L. Kielland fu usata come piattaforma abitativa. A tale scopo, container residenziali furono costruiti uno sopra l'altro a più piani sulla piattaforma. Ciascun container era allestito per quattro persone. In questo modo la capacità della piattaforma fu aumentata da 80 a 348 persone.
Un sistema di dieci ancore teneva l'Alexander L. Kielland in posizione. Le funi di ancoraggio correvano a coppie sugli argani di ormeggio disposti sulle colonne. Questi argani venivano pilotati attraverso tre idrofoni situati sui montanti orizzontali della piattaforma. Gli idrofoni ricevevano segnali da un trasmettitore di onde sonore installato sul fondo del mare: questo sistema manteneva la piattaforma ferma in posizione.

## Impiego e certificazione
Il 5 luglio 1976, la piattaforma petrolifera fu consegnata alla Norvegia dalla società Stavanger Drilling. Successivamente fu noleggiata dall'americana Phillips Petroleum Company. Il settore di utilizzo era il giacimento petrolifero di Ekofisk, nel centro geografico del Mare del Nord. Nel 1980 gran parte delle circa 80 piattaforme di perforazione ed estrazione erano situate in quest'area. Già alla sua prima messa in funzione nel luglio 1976, la piattaforma petrolifera fu utilizzata come alloggio residenziale (il cosiddetto "Flotel", una combinazione delle parole "floating hotel" che in inglese significano "hotel galleggiante") per la piattaforma del compressore H-7. Dal 15 luglio 1976 al 1 agosto 1979, l'Alexander L. Kielland fu usata, tra l'altro, come alloggio per la Henrik Ibsen e la Dyvi Alpha. Il 1º agosto 1979 la piattaforma fu trasferita dalla Albuskjell 2/4 F alla Edda 2/7 C. Qui servì come piattaforma abitativa per i lavoratori della Edda 2/7 C, alla quale era collegata per la maggior parte del tempo da un ponte mobile.
Il certificato di sicurezza fu rilasciato da Det Norske Veritas, il pendant norvegese di Lloyd's Register. Sono stati rilevati solo alcuni piccoli errori durante il collaudo. L'ultima ispezione annuale è avvenuta in mare nel settembre 1979. Su richiesta dei proprietari, l'ispezione completa che si teneva ogni quattro anni fu rinviata da aprile 1980 a giugno 1981.

## L'incidente

### Situazione iniziale
L'Alexander L. Kielland si trovava vicino alla piattaforma Edda 2/7 C. La posizione corrispondeva approssimativamente all'altezza di Edimburgo e si trovava a 385 km al largo della costa norvegese. La distanza dalla costa olandese era all'incirca la stessa. L'Alexander L. Kielland era stata assegnata alla piattaforma di produzione Edda 2/7 C come piattaforma residenziale da nove mesi ed era collegata a questa tramite un ponte mobile lungo circa 25 metri.
Il 27 marzo 1980 il tempo meteorologico era peggiorato durante il giorno. Si registrava una velocità del vento da 16 a 20 m/s con raffiche di forza 10. L'altezza delle onde raggiungeva gli 8 m. La temperatura dell'aria era tra 4 e 6 gradi e la temperatura dell'acqua raggiungeva poco più di 6 gradi. Alla fine del turno sull'Edda 2/7 C, i lavoratori tornarono sull'Alexander L. Kielland dopo le 18:00. Il collegamento tra l'Edda 2/7 C e l'Alexander L. Kielland venne rimosso a causa del maltempo. Circa 50-80 persone erano nelle due sale cinematografiche, circa 50 nella mensa e altre nei loro alloggi per un totale di 212 persone.
Esisteva un piano di emergenza per il giacimento petrolifero di Ekofisk, che prevedeva la presenza di tre navi di soccorso in modo che ciascuna piattaforma potesse essere raggiunta in un massimo di 25 minuti. La nave a motore Silver Pit, un peschereccio convertito, che oltre a una lancia di salvataggio veloce, trasportava anche una scialuppa di salvataggio con propulsione a getto d'acqua per un massimo di tre soccorritori e dodici persone da salvare, doveva soccorrere le piattaforme Edda 2/7 C, Alexander L. Kielland così come Eldfisk Alpha e Eldfisk Bravo. Al capitano fu ordinato di rimanere in "Area 3", a metà strada tra Eldfisk Alpha e Edda 2/7 C. Tuttavia, la nave rimase vicino a Eldfisk Bravo per diversi mesi. Un nuovo capitano assunse il comando della nave a marzo. Quest'ultimo ricevette informazioni insufficienti sui compiti del Silver Pit. Nella sua testimonianza dinanzi alla commissione d'inchiesta, affermò di aver assunto la responsabilità soltanto per Eldfisk Bravo. Al momento del disastro, il Silver Pit era situato a un miglio nautico a sud-est di Eldfisk Bravo e, dunque, a circa sei miglia nautiche da Alexander L. Kielland. Per questo, il Silver Pit raggiunse il luogo dell'incidente solo dopo le 19:15 e non riuscì a salvare nessuno.

### Evoluzione dell'incidente
Poco prima delle 18:30, venne percepito un forte impatto sulla Alexander L. Kielland, seguito da vibrazioni. Molte persone pensarono che l'urto fosse stato generato da un'ondata e non lo considerarono come un segnale di un pericolo. Dopo un secondo urto, la piattaforma petrolifera tremò e si sporse a dritta fino a raggiungere un'inclinazione di 30 a 35 gradi. Il lavoratore Tony Sylvester descrisse la situazione con le seguenti parole: "Tutti credevano che fosse finita ora. [...] Ci fu un terribile incidente, e poi di nuovo poco dopo, e poi l'intera cosa si rovesciò di lato di 45 gradi."
Come è stato successivamente determinato, in quel momento si ruppe il montante orizzontale D-6. Ciò sovraccaricò gli altri montanti nella parte inferiore del pilastro D che si ruppe. Il corpo di galleggiamento sollevò la colonna e la girò in modo che i restanti puntoni si spezzarono. La colonna D si staccò completamente dall'impianto di perforazione e si allontanò. Poiché non vi era più galleggiamento nell'area del pilastro D, la piattaforma petrolifera sbandò da una parte. La vera e propria piattaforma fu parzialmente allagata dall'acqua e le colonne C ed E affondarono così in profondità che furono quasi completamente immerse nell'acqua, aumentando il babordo bruscamente.
Gli oggetti scivolarono a dritta attraverso la piattaforma. Nella sala cinematografica improvvisata sul ponte di perforazione, alcune parti dell'attrezzatura di perforazione sfondarono il muro, ferendo diversi uomini. Nel quartiere abitativo, gli armadi caddero sbarrando le porte. Le luci e i segnali di allarme si spensero perché i generatori diesel smisero di funzionare.
La piattaforma petrolifera rimase stabile per un breve periodo. Durante questo periodo, l'acqua entrò nelle stanze e nei serbatoi della sovrastruttura e nei pilastri C ed E. L'inclinazione aumentò costantemente per circa 20 minuti fino a quando la piattaforma petrolifera si capovolse intorno alle 19:00.

### Operazione di salvataggio
Nelle stazioni di soccorso dell'Alexander L. Kielland erano disponibili otto scialuppe di salvataggio a motore da 50 persone ciascuna, quattro zattere di salvataggio dispiegabili e sei rimovibili per un totale di 400 persone e otto container con un totale di 125 giubbotti di salvataggio. Un totale di 541 giubbotti di salvataggio erano sull'Alexander L. Kielland. Anche l'equipaggio regolare dell'Alexander L. Kielland aveva a disposizione di una tuta di salvataggio. La maggior parte di queste tute si trovavano, inoltre, sull'Edda 2/7 C, perché erano attrezzature molto ingombranti e i lavoratori non le portavano sempre con sé.
I frequentatori del cinema cercarono di raggiungere il punto più alto della piattaforma, il pilastro B, attraverso un boccaporto sul lato sinistro della sala cinematografica. Poiché molti percorsi nella zona giorno erano bloccati da mobili sfusi, alcune persone saltarono fuori dalle finestre. Secondo i rapporti, molte persone non riuscirono a usare l'equipaggiamento di salvataggio.
Un numero relativamente elevato di persone si radunò al Pilastro B: qui si trovavano le barche 5 e 7. La barca 5 poteva trasportare solo 14 persone. Essa, completamente chiusa, si allontanò e navigò in mare fino a quando non fu sollevata dagli occupanti in acqua. Successivamente 19 persone furono portate fuori dall'acqua a bordo. A causa di una fuoriuscita di fumo nel tentativo di avviare il motore, la barca fu lasciata andare alla deriva senza propulsione. Un numero sconosciuto di persone fu in grado di salvarsi nella barca.
26 persone salirono a bordo della scialuppa di salvataggio 1 a poppa dell'Alexander L. Kielland. A causa dell'inclinazione, doveva essere filata solo per un massimo di due metri. Dato che i ganci non potevano essere rilasciati sotto carico, si dovette usare un'ascia per liberare la barca. Nel tempo necessario per questo, la barca fu lanciata contro la piattaforma petrolifera e danneggiata. Tuttavia, riuscì ad allontanarsi dalla piattaforma petrolifera con la potenza del motore.
Le scialuppe di salvataggio 2, 3 e 4 non furono lanciate in acqua e furono colpite e distrutte dalle onde contro le colonne. La barca 6 si era rotta insieme al pilastro D. Solo la metà delle scialuppe di salvataggio furono utilizzate.
Le zattere di salvataggio probabilmente non furono rilasciate, ma si staccarono quando si ribaltarono gonfiandosi automaticamente. Altre 16 persone si trassero in salvo grazie a queste e a quelle lanciate dall'Edda 2/7 C.
L'operatore radio dell'Alexander L. Kielland fece una chiamata via radio VHF "Mayday" subito dopo il primo sbandamento e poi si rifugiò sulla scialuppa di salvataggio 5, da dove usò la radio della barca per continuare a informare Edda 2/7 C su quello che stava accadendo.
La prima chiamata di Mayday venne ricevuta da Baste Fanebust, il coordinatore della nave per il complesso Ekofisk il cui nome radio era "Charly Transport", su una radio portatile. Egli inviò quindi la maggior parte delle navi nel settore di Ekofisk sul luogo dell'incidente.
Anche il centro di controllo di salvataggio nella Norvegia meridionale fu informato. Fino alle 18:42 le navi nel Mare del Nord e le stazioni di soccorso in Norvegia, Scozia, Danimarca, Paesi Bassi e Germania furono allarmate. Il primo elicottero di salvataggio norvegese decollò verso le 19:30. Contemporaneamente, due elicotteri e un aereo da ricognizione decollarono in Gran Bretagna. Seguirono altri aerei nonostante la nebbia rendeva il loro uso più difficile.
Un elicottero da trasporto che si trovava sul giacimento petrolifero decollò, ma non aveva attrezzature di salvataggio a bordo e non poteva atterrare nell'area di atterraggio in pendenza.
La scialuppa di salvataggio n. 5 mise in servizio la sua boa d'emergenza e fu trovata alle 19:30 dal Normand Skipper, una nave di rifornimento e non attrezzata al soccorso. Dodici occupanti riuscirono a salire sul Normand Skipper attraverso una rete, successivamente l'operazione fu dichiarata troppo pericolosa. Le restanti 21 persone furono prelevate da due elicotteri tra le 2:30 e le 4:00 del mattino.
La scialuppa di salvataggio n. 1 aveva un contatto radio con Silver Pit e la nave di rifornimento Normand Skipper. Tuttavia, Silver Pit non riuscì a trovare la barca. Il Normand Skipper raggiunse la scialuppa di salvataggio insieme al Normand Vibran alle 1:20 del 29 marzo, ma non riuscì a recuperare nessuno a causa del moto ondoso. I 26 uomini furono recuperati da due elicotteri norvegesi nel frattempo alle 3:00 del mattino.
La piattaforma Edda 2/7 C salvò sette nuotatori dal Mare del Nord con una delle sue due gru. Altre persone furono salvate da altre navi e altri elicotteri.
Delle 89 persone salvate, solo 59 indossavano un giubbotto di salvataggio. Solo otto persone avevano indossato una tuta di salvataggio, sette delle quali non avevano chiuso correttamente la tuta. Quattro persone furono recuperate morte, nonostante indossassero la tuta di salvataggio. Christian Naess, il capitano del Normand Skipper, riferì che non si poteva prendere a bordo una persona in tuta di salvataggio, perché la tuta era bagnata e scivolosa. A quel tempo, le tute non avevano anelli attraverso cui potessero essere tirate.
71 navi civili, 9 navi militari, 19 elicotteri di salvataggio e 7 aerei presero parte all'operazione di salvataggio fino a quando questa non fu interrotta il 29 marzo alle 19:00. I feriti furono portati all'ospedale della contea di Rogaland. Sebbene l'ospedale non fosse preparato per tale emergenza, venne istituita una stazione di emergenza medica all'aeroporto di Sola e venne inviata una squadra nel campo di Ekofisk.
Un sondaggio tra le persone coinvolte nel salvataggio nove mesi dopo ha evidenziato che il 67% di loro avvertii pericoli significativi durante il salvataggio; molti hanno sofferto di sindrome post-traumatica da stress.

## Recupero della piattaforma petrolifera
Il relitto della piattaforma petrolifera fu rimorchiato a Sandnes al largo di Stavanger, dove circa tre anni e mezzo dopo l'incidente fu innalzata di nuovo. Quest'operazione servì sia a permettere ulteriori indagini, sia soprattutto al recupero di cadaveri, in modo che potessero essere sepolti dalle loro famiglie. l'innalzamento fu preparato per diversi mesi e, tra l'altro, fu programmato un software speciale per i calcoli necessari durante l'operazione. Inoltre, ispezioni visive e perforazioni permisero di determinare quanta acqua era penetrata nelle colonne. I galleggianti furono saldati e i container abitativi fissati tramite cavi d'acciaio aggiuntivi.
La piattaforma fu successivamente affondata nel Nedstrandsfjord (tra i comuni di Tysvær e Finnøy) a una profondità di circa 700 m.

## Cause dell'incidente
L'incidente si innescò a causa dalla rottura del montante D-6. Un'apertura di drenaggio si era creata in questo puntone, rinforzata da una flangia. Inoltre, una sezione di tubo verso il basso era stata saldata come supporto per uno dei tre idrofoni necessari per posizionare la piattaforma di perforazione. La sezione del tubo per l'idrofono aveva un diametro di 325 mm, una lunghezza di 228 mm e uno spessore della parete di 26 mm.
Il metallo era di scarsa qualità poiché il produttore della piattaforma non lo considerava un componente strutturalmente efficace. Per usarlo, venne praticato un foro nel montante usando un cannello ossidrico. Successivamente, fu collegato al puntone mediante saldatura a filetto. In questo modo, il materiale del puntone venne riscaldato due volte. La saldatura era una delle più basse delle tre classi di saldatura utilizzate nella costruzione della piattaforma petrolifera ed era molto sottile. Questo fu il punto di partenza della rottura del montante.
(Martin Möser: Bruch durch Wasserstoff – Kaltrissigkeit Unternahtrisse.)
I residui di vernice sulle crepe indicarono che queste dovevano essere già presenti durante la costruzione della piattaforma petrolifera. Ulteriori crepe furono causate dalla scarsa qualità delle cuciture di saldatura e dall'alta tensione sul puntone. Le fessure da fatica si diffusero nelle aree altamente sollecitate alla circonferenza del puntone. Dopo che le crepe si estesero a due terzi della circonferenza, il puntone si ruppe nella tempesta. Anche gli altri montanti del pilastro D erano sovraccarichi e si ruppero conseguentemente.
La piattaforma petrolifera non si sarebbe capovolta così rapidamente se le aperture sui pilastri C ed E e sulla piattaforma fossero state adeguatamente chiuse e rese idonee alle condizioni meteorologiche. Ciò ha permesso ai pilastri di riempirsi più velocemente.

## Conseguenze

### Det Norske Veritas
La domenica di Pasqua dopo l'incidente, Henrik Ibsen, che proveniva dalla stessa serie di produzione dell'Alexander L. Kielland e servì come Flotel con 625 letti, ricevette durante un esercizio di abbassamento uno sbandamento di 20°, che fortunatamente non aumentò poiché una gamba della piattaforma si trovava in acque poco profonde e aveva toccato il fondo del mare. Det Norske Veritas vietò, dunque, l'uso della Henrik Ibsen. Successivamente, fu pianificato di sottoporre tutte le circa 40 piattaforme di perforazione e Flotels galleggianti a un'ispezione di quattro settimane sulla costa. Si prospettava che ci sarebbero state perdite di produzione per il valore di circa 7,5 milioni di corone norvegesi (1,5 milioni di euro) più i costi di ispezione. Un esame dettagliato di altri semi-sommergibili mostrò che diversi di questi presentavano crepe simili a quelle dell'Alexander L. Kielland. Questo non sarebbe stato notato durante un'ispezione visiva in mare se non fosse stato attraverso l'ispezione integrale di quattro anni. Le piattaforme difettose vennero certificate sia da Det Norske Veritas che da Lloyds.

### Commissione d'inchiesta statale
Il giorno dopo l'incidente fu istituito un comitato investigativo che presentò la sua relazione nel 1981. Fino ad allora, la struttura in acciaio e le strutture di salvataggio in particolare erano state esaminate in dettaglio.
La Commissione formulò numerose raccomandazioni. Lo Stato doveva continuare ad avere la responsabilità generale delle piattaforme di perforazione. Il monitoraggio durante la pianificazione, la costruzione e il funzionamento doveva essere effettuato da società di classificazione, poiché a questo scopo sarebbero disponibili diversi specialisti.
In futuro, le piattaforme dovrebbero essere costruite in modo tale da ridurre al minimo gli errori di costruzione e di esercizio, rendere le ispezioni facili e far sì che danni relativamente piccoli non portino a un completo collasso della struttura in acciaio.
Intorno al 1970, gli esperti in materia si occuparono maggiormente del rilevamento del modo in cui le saldature potevano influenzare i segni di fatica sulle strutture in acciaio. Nel 1976, anno della consegna dell'Alexander L. Kielland, apparvero le nuove linee guida di progettazione del British Welding Institute. Fino a quel momento, nessuna società di classificazione aveva stabilito linee guida per quanto riguarda l'affaticamento dei materiali. Nessuno si era mai posto il dubbio di come potesse influenzare l'inserimento di un oggetto così piccolo come l'idrofono. Soltanto dopo l'incidente furono redatte nuove regole.
Inoltre, non era comune utilizzare sistemi ridondanti. L'Alexander L. Kielland non aveva galleggiabilità di riserva sul lato di caduta quando il supporto D rimase interrotto. La commissione d'inchiesta richiese quindi che le piattaforme future dovessero essere costruite in modo tale che il collasso di un sostegno non scatenasse una situazione critica e vi fosse una spinta di riserva.
Tempo dopo, si scoprì che solo poche persone a bordo dell'Alexander L. Kielland avevano ricevuto un addestramento di salvataggio. Delle circa 4.000 persone che lavoravano su piattaforme mobili, solo circa 1.000 hanno ricevuto una formazione adeguata nel 1980. Le esenzioni per il 75% del personale erano state richieste e approvate dalla direzione marittima statale. Uno dei motivi era la mancanza di fondi per la formazione. Quando fu interrogato su questo fatto, Ivar Sandvig, capo della direzione, definì questa procedura "senso della realtà".

### Organizzazione marittima internazionale
Alla 46a Convenzione sulla sicurezza marittima (dall'inglese "Maritime Safety Convention") dell'Organizzazione marittima internazionale, la delegazione norvegese propose una revisione dei requisiti di stabilità del codice MODU (Codice per la costruzione e le attrezzature delle unità mobili di perforazione offshore). Il MSC optò per una revisione periodica per incorporare i progressivi sviluppi e le esperienze dei disastri dell'Alexander L. Kielland e Ocean Ranger. La 28ª riunione del sottocomitato per la progettazione e le attrezzature navali decise di modificare la parte generale del codice MODU e di istituire gruppi di lavoro ad hoc per regolamentare l'installazione di macchinari e apparecchiature elettriche. Venne inoltre convenuto di rivedere urgentemente le linee guida per le attrezzature di salvataggio.
Gli spazi delle scialuppe di salvataggio vennero aumentati per il 200% delle persone a bordo, poiché venne ripetutamente constatato che in caso di incidente, alcune delle barche non potevano essere utilizzate a causa di incendi, urti sui lati o danni.
Venne inoltre richiesto che ogni persona a bordo avesse una tuta di salvataggio personale in cabina. Le tute di salvataggio, presenti per il 200% delle persone a bordo, dovevano essere tenute anche sulle possibili vie di fuga e presso le stazioni di salvataggio. Anche le tute di salvataggio vennero pesantemente riviste negli anni seguenti. Ad esempio, vennero dotate di anelli nella parte posteriore, attraverso cui una persona che galleggia in acqua poteva essere tirata a bordo più facilmente.

### Ulteriori conseguenze
Uno dei problemi dell'evacuazione era che una scialuppa di salvataggio non si staccava poiché uno dei dispositivi di rilascio era sempre in tensione nella barca che ondeggiava su e giù. All'inizio non venne presa alcuna decisione di apportare modifiche, in quanto si era verificato un incidente con una scialuppa di salvataggio qualche tempo prima in cui il meccanismo di rilascio si era aperto troppo presto e la barca si era schiantata in acqua dopo un lungo volo causando la morte di tre persone. Alla fine la Norvegia decise una soluzione estrema sotto forma di scialuppe di salvataggio a caduta libera. Tuttavia, le persone a bordo devono essere addestrate ancora più intensamente. Altri paesi adottarono sistemi in cui la scialuppa di salvataggio poteva essere sganciata da un sistema di bloccaggio interno, per lo più idraulico.